# Reganochromis calliurus
Reganochromis calliurus és una espècie de peix de la família dels cíclids i de l'ordre dels perciformes.

## Morfologia
- Els mascles poden assolir 15 cm de longitud total.[1][2]

## Alimentació
És omnívor i menja principalment gambes.

## Hàbitat
Viu en zones de clima tropical entre 23 °C-28 °C de temperatura.

## Distribució geogràfica
Es troba a Àfrica: és una espècie de peix endèmica del llac Tanganyika.